# Emblema nacional de Etiopía
La versión actual del escudo de Etiopía fue adoptada en 2009. Está compuesto por un círculo de color azul en el que figura una estrella dorada de cinco puntas diseñada a modo de pentalfa o variante del "Sello de Salomón".
La estrella con cinco puntas idénticas es el símbolo de la igualdad entre hombres y mujeres, de todos los grupos étnicos y religiosos de Etiopía. Los rayos que figuran entre las puntas de la estrella reflejan el futuro brillante de Etiopía y el color azul del fondo simboliza la paz y la democracia deseadas para el país.
Es un símbolo de concepción moderna, alejado de la tradición de los emblemas etíopes anteriores, tanto de los inmediatamente previos, de corte socialista, como los de la época imperial, que siempre habían mantenido la señal del león.

## Escudos históricos

Representación europea medieval del símbolo de Etiopía, un león que sostiene una cruz patriarcal
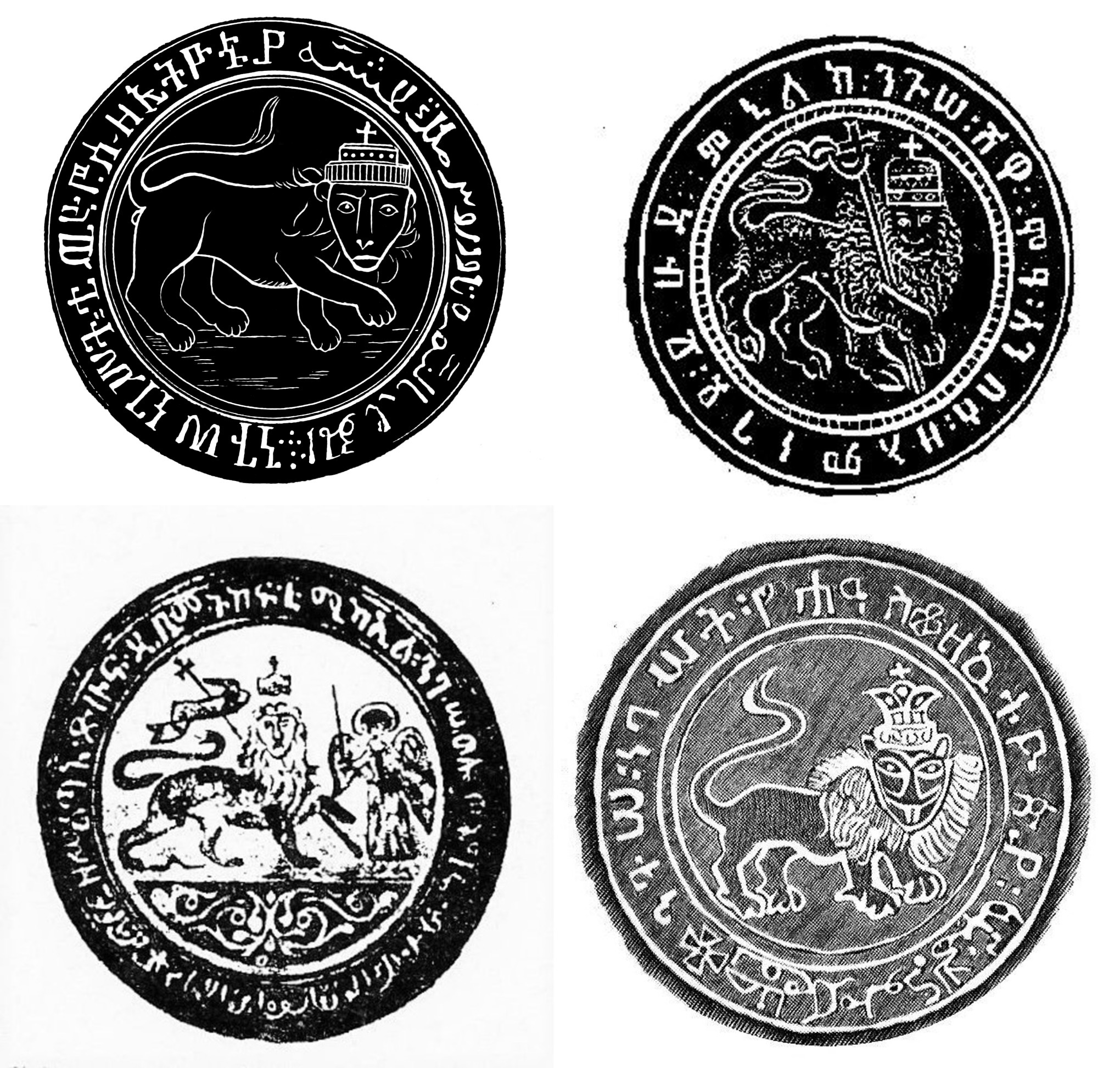
Los sellos de varios miembros de la nobleza etíope durante el siglo XIX y principios del XX
León conquistador de Judá (1897-1974)
El León conquistador de Judá se modificó después del derrocamiento de Haile Selassie quitando la corona de la cabeza del león y cambiando la punta de la cruz por una punta de lanza (1974-1975)
Escudo de armas del Imperio Etíope (Menelik II)
Escudo de armas del Imperio Etíope (Haile Selassie)
Escudo de armas del Comité Coordinador de las Fuerzas Armadas, Policía y Armada Territorial
Escudo de armas de la República Democrática Popular de Etiopía
Emblema del Gobierno Provisional de Etiopía
Emblema de Etiopía (1996-2009)